# Le Pont de nulle part
Le Pont de nulle part est un album hors-numérotation de la série de bande dessinée historique Kogaratsu, écrit par Bosse et dessiné par Marc Michetz, publié en 1991 chez Dupuis dans la collection « Repérages ».
Il rassemble cinq récits complets : Le Pont de nulle part, Ko-Shôgatsu - Le Petit Nouvel An, La Renarde, Le Forgeron, et Champignon jaune, parus initialement entre 1987 et 1989 dans le magazine Spirou.

## Descriptions

### Personnages
- Nakamura Kogaratsu

## Publications dansSpirou
Chronologiquement, Ko-Shôgatsu est le premier récit complet de onze planches qui est publié, trois jours avant Noël, dans le no 2593 du 22 décembre 1987, sous le titre originel Le Petit Nouvel An. L'année suivante, les lecteurs retrouvent le personnage dans Le Pont de nulle part à suivre sur deux semaines (du no 2609 du 12 avril 1988 au no 2610) et, la même année, dans La Renarde (no 2632 du 21 septembre 1988), également en deux semaines. En 1989 paraissent deux nouveaux récits complets : Champignon jaune en cinq planches dans le no 2655 du 1er mars, et Le Forgeron en dix planches, no 2685 du 27 septembre.